# Alexander Nordkvist
Alexander Nordkvist, född 15 juni 1990, är en svensk friidrottare (kortdistanslöpning). Han tävlar för Huddinge AIS och har vunnit ett individuellt SM-guld, på 200 meter inomhus, samt två stafettguld.
Vid ungdoms-VM i Ostrava, Tjeckien 2007 deltog han på 200 meter, men slogs ut i försöken, tid 22,26.
Påföljande år, 2008, sprang han 200 meter vid junior-VM i Bydgoszcz, Polen och tog sig till semifinal där han slogs ut med tiden 21,32.
2011 sprang han 200 meter vid U23-EM i Ostrava, Tjeckien men slogs ut i försöken med tiden 21,71 s. Han deltog även, tillsammans med David Sennung, Oskar Åberg och Tom Kling Baptiste i det svenska korta stafettlaget som blev utslaget i försöken.

## Personliga rekord
| Utomhus - 100 meter – 10,63 (Stockholm 6 augusti 2010) - 150 meter – 16,88 (Enskede 5 augusti 2014) - 200 meter – 21,01 (Donnas, Italien 10 juli 2010) - 300 meter – 35,43 (L'Aquila, Italien 1 maj 2016) - 400 meter – 47,36 (Vellinge 27 augusti 2011) | Inomhus - 60 meter – 6,87 (Göteborg 12 februari 2011) - 200 meter – 21,39 (Göteborg 12 februari 2011) - 400 meter – 48,02 (Sätra 31 januari 2015) |